# Ређоне Ли Пидријаци II (Сасари)
Ређоне Ли Пидријаци II је насеље у Италији у округу Сасари, региону Сардинија.
Према процени из 2011. у насељу је живело 68 становника. Насеље се налази на надморској висини од 53 м.